# Tạp chí khoa học

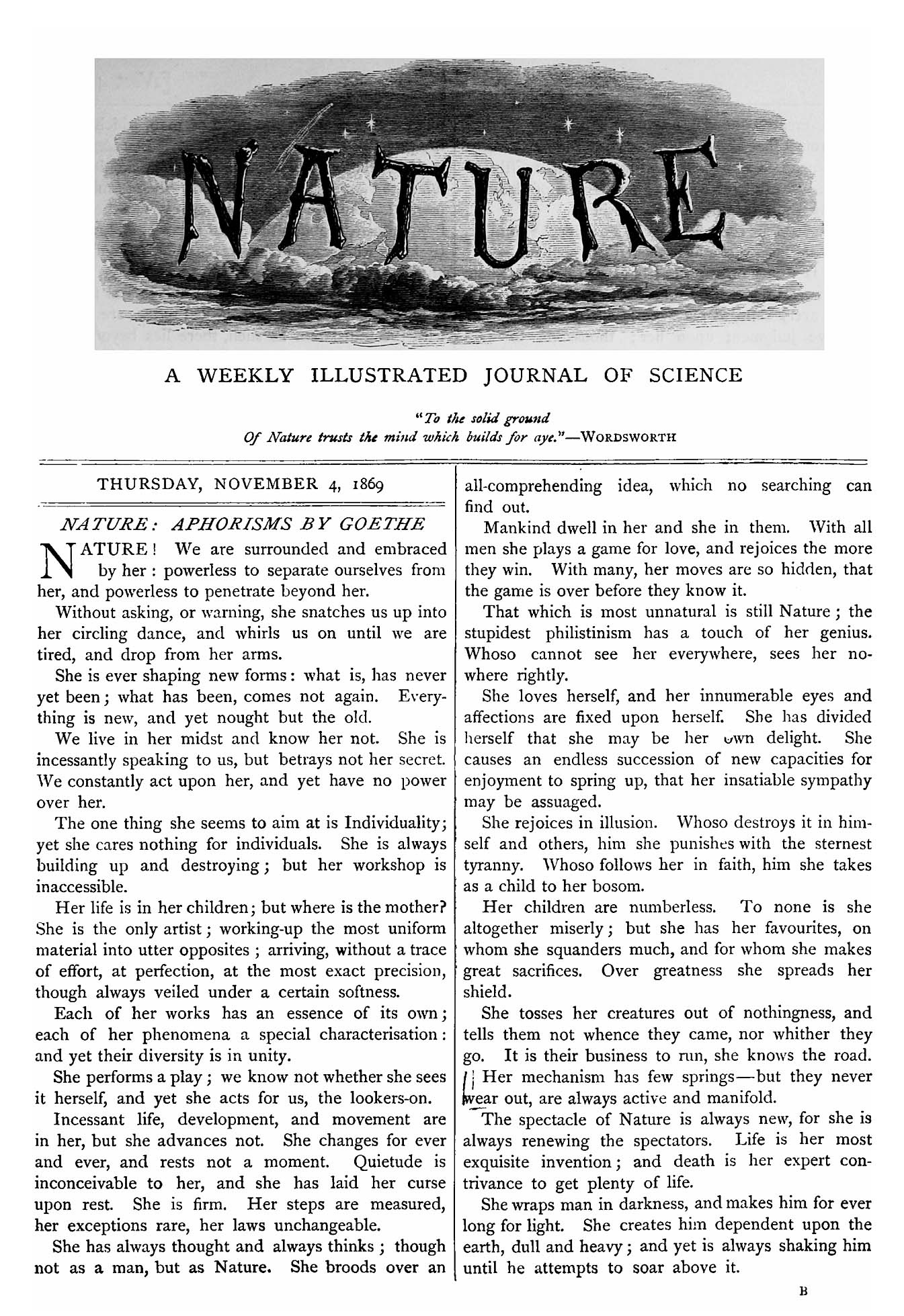
Ảnh bìa của số đầu tiên của Nature, ngày 4 tháng 11 năm 1869

Trong xuất bản học thuật, tập san khoa học (nay thường gọi là tạp chí khoa học), là một ấn phẩm định kỳ nhằm tiếp tục tiến bộ của khoa học, thường là bằng cách báo cáo nghiên cứu mới. 

## Nội dung
Các bài báo trên các tạp chí khoa học hầu hết được viết bởi các nhà khoa học tích cực như sinh viên, nhà nghiên cứu và giáo sư thay vì các nhà báo chuyên nghiệp. Có hàng ngàn tạp chí khoa học được xuất bản, và nhiều tạp chí khác đã được xuất bản ở nhiều điểm khác nhau trong quá khứ (xem danh sách các tạp chí khoa học). Hầu hết các tạp chí đều có tính chuyên biệt hóa cao, mặc dù một số tạp chí lâu đời như Nature xuất bản các bài viết và bài báo khoa học trên một loạt các lĩnh vực khoa học. Tạp chí khoa học chứa các bài báo đã được bình duyệt, trong nỗ lực đảm bảo rằng các bài viết đáp ứng các tiêu chuẩn về chất lượng và giá trị khoa học của tạp chí. Mặc dù các tạp chí khoa học rất giống với các tạp chí chuyên nghiệp, nhưng chúng thực sự khá khác nhau. Các vấn đề của một tạp chí khoa học hiếm khi được đọc một cách tình cờ, như người ta sẽ đọc một tạp chí. Việc công bố kết quả nghiên cứu là một phần thiết yếu của phương pháp khoa học. Nếu họ đang mô tả các thí nghiệm hoặc tính toán, họ phải cung cấp đủ chi tiết để một nhà nghiên cứu độc lập có lặp lại thí nghiệm hoặc tính toán để xác minh kết quả. Mỗi bài báo như vậy trở thành một phần của hồ sơ khoa học vĩnh viễn.